# تعداد الولايات المتحدة 1810
هو ثالث تعداد للسكان أجري في الولايات المتحدة في تاريخ 6 أغسطس 1810م، بيانات هذا التعداد أصيبت بأضرار جسيمة في حريق حدث عام 1921م، وهي واحدة من ثلاثة تعدادات لم تعد متوفرة اليوم.

## روابط إضافية
- Historic US Census data